# Fredrika Stahl
Fredrika Stahl (nacida el 24 de octubre de 1984 en Estocolmo, Suecia) es una cantante y compositora sueca cuyo estilo se encuentra a medio camino entre el jazz y el pop.

## Biografía y obra
Nacida en Estocolmo en 1984, se mudó con su familia a Francia a los cuatro años de edad debido al trabajo de su padre. Allí permaneció hasta los doce, cuando volvieron a Suecia, donde completó su educación secundaria, tras lo cual, cuando contaba diecisiete años de edad, fue a París, donde aun vive.
Además de su papel de vocalista, también toca el piano y la guitarra. La radio francesa TSF la presentó como una «hermana pequeña» de Lisa Ekdahl, Norah Jones y Tracy Chapman.
A Fraction of You, su álbum debut, fue publicado en el año 2006, y junto a ella trabajaron músicos como  Tom McClung (piano, y arreglos), José Palmer (guitarra), Diego Imbert (contrabajo) y Karl Jannuska (batería). Stahl escribió tanto la música como las letras —en inglés y en francés— de las canciones de su álbum debut.
En su segundo álbum, titulado Tributaries, la acompañaron Hiro Morozumi (piano), Oyvind Nypan y Andreas Oberg (guitarras), Pierre Boussaguet y Acelio de Paula (bajo) y Simoné Prattico (batería), así como un numeroso conjunto de músicos de viento y cuerda parisinos. Tributaries fue lanzado en junio de 2008. 
En septiembre de 2010 salió a la venta su tercer trabajo, Sweep me away. Asimismo, su propia versión de «Twinkle, Twinkle, Little Star» fue seleccionada como la música para un anuncio de Nissan Juke. En 2015, se encargó también de llevar a cabo la banda sonora del documental francés Mañana.

## Discografía
- A Fraction of You (2006)
- Tributaries (2008)
- Sweep me away (2010)
- Bar classics vocal: greatest late hour blue songs, 2CD (Sony classical, con composiciones de Martinù, Poulenc, Fauré, Rajmáninov, Gershwin, Weill; 2010)